# قره پالچوق
قره پالچوق، روستایی از توابع بخش مرکزی شهرستان بیجار در استان کردستان ایراناست  متشکل شده از چندین طایفه بزرگ کبودوند،  الله وردی ، مولاپناه ,سیدی، شیخ اسماعیلی، قدیمیان،کاظم زاده  و...می باشد وبا بازی هایه محلی همچون هفت سنگ زو دوزروز هایه فراغت خویش تن رامیگذرانند. شغل اکثریت این روستا کشاورزی ودامداری است

## جمعیت
این روستا در دهستان خورخوره قرار دارد و براساس سرشماری مرکز آمار ایران در سال ۱۳۸۵، جمعیت آن ۲۰۰ نفر (۵۰خانوار) بوده‌است.